# Acrolophus bidens
Acrolophus bidens är en fjärilsart som beskrevs av Walsingham 1915. Acrolophus bidens ingår i släktet Acrolophus och familjen Acrolophidae. Inga underarter finns listade i Catalogue of Life.